# 苍狼与白鹿 元朝秘史
《苍狼与白鹿 元朝秘史》是光荣公司於1992年發行的历史回合制策略游戏，为《苍狼与白鹿 成吉思汗》的续作，已移植至多个平台。
玩家可以选择扮演铁木真，或者其他部落的对手，亦或同一时期他國的统治者。玩家需进行经济、人口、贸易、家庭关系、将军任命等多项命令來壯大己方實力，進而一步步吞併所有的敵對勢力。
本作共有四大劇本供选择遊玩，分别是草原逐鹿、稱雄蒙古、元朝建立和世界帝國之道。

## 主要劇本
元朝秘史有四個劇本（Mega CD、PlayStation版有追加第五個）

### 劇本一
「草原逐鹿（1184年開始）」對應前作的蒙古弧線。除了鐵木真（蒙古部落）之外，可遊玩的酋長還包括札木合（扎達蘭部落）、圖日勒汗（克烈特部落）和達延汗（乃蠻部落）。

### 劇本二
「稱雄蒙古（1206年開始）」幾乎相當於前作的世界版。各地區的國王也比前作更接近歷史事實。除了成吉思汗（蒙古帝國）之外，可玩的國王還包括源實朝（鎌倉幕府）、約翰（英格蘭安茹）、腓力二世（法蘭西卡佩王朝）、穆罕默德（花剌子模帝國）和古爾（古里德王朝）。

### 劇本三
「元朝建立（1271年開始）」字面意思是忽必烈汗時代，可玩的國王有忽必烈汗（元帝國）、北條時宗（鎌倉幕府）、阿部哥（伊爾汗國）、拜巴爾斯（瑪穆路克）、米歇爾八世（拜占庭帝國）和查理一世（西西里王國）。

### 劇本四
如果在1214之前清除劇本一，將會出現劇本四「世界帝國之道」。如果您繼續從蒙古版開始遊戲，您將繼續扮演蒙古國王並使用您所使用的氏族首領。在這種情況下，和之前的遊戲一樣，你可以繼續玩將軍、參謀、孩子、皇后等數據。與前作不同的是，現在你可以在轉職時選擇想要帶去世界版的武將，通關後的第二年就可以開始玩了（前作中，你是被迫轉戰到世界版的） 1205年冬天）。現在還可以啟動一個新的劇本，在本例中始於1185 年，包括成吉思汗（蒙古帝國）、源賴朝（鎌倉幕府）、薩拉丁（阿尤布王朝）和伊薩克二世（拜占庭帝國）、腓特烈一世（神聖羅馬帝國）或理查一世（英格蘭安茹）。

### 劇本五
另外，PlayStation版（日文版）增加了新劇本“源平之亂（1180年開始）”，這個劇本最初是在Sega Mega CD版本中添加的，你可以扮演源賴朝（清和源氏）、平清盛（寒武平氏）、藤原秀平（奧州藤原氏）或木曾芳中（木曾源氏），或新增一位源平戰爭時代的新將軍。與「草原逐鹿」類似，如果遊戲在1214通關，就會出現劇本「世界帝国之道」。如果想以日本為领土繼續遊戲，將扮演日本國王向外進攻（以下規則與從「草原逐鹿」進入時相同）。

## 後宮系統
作為系列特色的後宮得到了極大的強化，並製作了超過30張後宮的后妃圖像。從產生繼承者的意義上來說，後宮在本作中佔有非常重要的地位，為了征服廣闊的歐亞大陸，必須擴大己方家族規模。

### 愛情、婚姻、子嗣
皇后的心情是透過「愛情量表」來表達的，當愛情量表達到100%時，就有可能共度一夜。然而，儀表有一個「儀表顏色」的概念，它不僅對應於正常的水平軸，還對應於垂直軸，所以嚴格來說，它就像一個二維圖表。一起過夜的唯一條件是儀表的橫軸，但顏色越接近紅色，儀表的增減效果越好。
當你進入後宮時，你必須先選擇三個命令：“奉承皇后”、“打動自己”和“給皇后送禮物”，以改變你的愛情槽的顏色。還有，即使說同樣的阿諛奉承的話，具體要怎麼有效的讚美，還要看面具數據，也就是皇后的性格和你自己的能力，所以在到達後宮之前，先諮詢一下政務顧問。參考等等請注意，重複已經執行的命令會降低成功率。
一旦計量表的顏色足夠改善，你可以透過「對你的妻子低語愛」來增加計量表的數量，但你也必須在評估你的妻子的性格和能力後對她低語愛。透過重複此操作並將每個女王的愛情指數提高到最大，前往後宮將會成功。而且，即使成功了也不一定會懷孕，不同的結果懷孕的機率也不同。未出世的王子的能力與他自身的能力以及王后的性格有關。此外，還有 50% 的機會誕生王子或公主。
作為補充，王子不僅作為繼承者，而且作為一個永遠不會背叛自己的有血緣關係的武將，有著巨大的價值（與前作不同的是，即使晉升為將軍，也可以被選為繼承者） 。而且，如果滿足條件的話，王子的能力值也會相當優秀。不過，即使誕生了公主，透過將她嫁給本派武將，如上所述，她強大的軍事力量也會增加。
此外，配音員銀河萬丈負責Mega CD和PS版本中後宮螢幕上國王的聲音。